# دیرفیلد (کانزاس)
دیرفیلد (به انگلیسی: Deerfield) شهری در ایالت کانزاس کشور ایالات متحده آمریکا است که جمعیت آن در سرشماری سال ۲۰۱۰ میلادی، ۷۰۰ نفر بوده‌است.